# Дороті Мелоун
Дороті Елоіз Мелоуні (англ. Dorothy Eloise Maloney), відома як Дороті Мелоун (англ. Dorothy Malone, 30 січня 1925, Чикаго — 19 січня 2018, Даллас) — американська акторка, лауреатка премії «Оскар» у 1957.

## Біографія
Народилася в Чикаго. Незабаром після її народження сім'я переїхала в Даллас, де юна Дороті стала зніматися як модель і брати участь у шкільних театральних постановках. Під час навчання в Південному методистському університеті помічена агентом «RKO» і незабаром підписала контракт з цією кінокомпанією. У 1942 році дебютувала в кіно.
На ранньому етапі кар'єри Мелоуні в основному знімалася в фільмах категорії «B», багато з яких були вестернами. У 1940—1950 роках найвідомішими її ролями стали: власниця книгарні у фільмі «Великий сон» (1946), а також Ебігейл в картині «Художники і моделі» (1955). У 1953 році знялася у фільмі «Закон і Порядок» з Рональдом Рейганом.
У 1957 році Мелоун отримала премію «Оскар» за роботу у фільмі «Слова, написані на вітрі». Пізніше здобула ще більшу увагу режисерів, і в наступні роки запрошена на зйомки в такі картини, як «Людина з тисячею облич» (1957), «Заплямовані ангели» (1958), «Шериф» (1959) і «Остання подорож» (1960).
З кінця 1950-х Дороті Мелоун стала зніматися на телебаченні. З 1964 по 1969 роки вона виконувала роль Констанс Маккінзі в телесеріалі «Пейтон-Плейс». Її останньою роллю в кіно стала Гейзл Добкінс у фільмі «Основний інстинкт» в 1992 році. За внесок в кіноіндустрію США акторка удостоєна зірки на Голлівудській Алеї Слави по Вайн-стріт 1718.
Дороті Мелоуні була в трьох шлюбах. Від першого чоловіка, французького актора Жака Беркерака, народила доньок Мімі і Даян.

## Вибрана фільмографія
- Основний інстинкт (1992) — Гейзл Добкінс
- Істота (1983) — Мардж Сміт
- Зимове вбивство (1979) — Емма Кегали
- Доля-мисливець (1964) — Ліза Бонд
- Остання подорож (1960) — Лорі Гендерсон
- Шериф (1959) — Лілі Долар
- Заплямовані ангели (1958) — Лаверн Шуманн
- Людина з тисячею облич (1957) — Кльова
- Слова, написані на вітрі (1956) — Мерілі
- П'ять рушниць Заходу (1955) — Шелі
- Художники і моделі (1955) — Ебігейл
- Це молоде серце (1954) — Френ
- Легка здобич (1954) — Енн Стюарт
- Закон і порядок (1953) — Джіні
- Налякані до смерті (1953) — Розі
- Великий сон (1946) — Власниця книгарні

## Нагороди
- 1957 — Премія «Оскар» — найкраща жіноча роль другого плану, за фільм «Слова, написані на вітрі»